# Port Lipawa
Port Lipawa (łot. Liepājas osta) – port morski nad Morzem Bałtyckim, znajdujący się w trzecim co do wielkości mieście Łotwy – Lipawie. W 2021 roku port obsłużył 1652 statki, 44 576 pasażerów i przeładował 7 056 710,14 ton towarów.
Port w Lipawie obsługuje regularne połączenia promowe z Travemünde, realizowane przez Stena Line i Terrabalt.

## Historia
Pierwsza pisemna wzmianka o przystani u ujścia nieistniejącej obecnie rzeki Liwy do Morza Bałtyckiego. Znaczenie portu wzrosło po pokoju oliwskim z 1660 roku, w którym Polska utraciła większość Inflant wraz z Rygą i tradycyjne szlaki handlowe z Rygi przeniosły się do Lipawy, która pozostała w granicach Rzeczypospolitej. W roku 1697 ruszyła budowa pierwszego portu, z rozkazu króla Polski Zygmunta Augusta.
W 1736 roku potężny sztorm zniszczył wiele statków w porcie i naniósł piasku, w wyniku czego głębokość portu zmalała do około 1 m. Podczas burzy zginęło 39 osób. Po tych wydarzeniach wzmocniono nabrzeża oraz wydłużono północny falochron.
W latach 1871–1874 wybudowano Kolej Libawsko-Romeńską, łączącą port w Lipawie z Romnym na Ukrainie.
Na początku XX wieku Lipawa była jednym z pięciu największych portów Imperium Rosyjskiego (obok Sankt Petersburga, Odessy, Tallinna i Rygi).
Port ucierpiał w stosunkowo niewielkim stopniu podczas II wojny światowej. W 1951 roku zamknięto port handlowy i port funkcjonował wyłącznie jako wojskowy oraz rybacki. Działalność handlową wznowiono w porcie 27 września 1991, po odzyskaniu niepodległości przez Łotwę. Pierwszym zagranicznym okrętem, który wpłynął do portu po przerwie, była M/S Hajnówka pod polską banderą.
31 sierpnia 1994 zamknięto bazę marynarki wojennej Rosji w Lipawie.
W 1997 roku na obszarze portu utworzono specjalną strefę ekonomiczną.